# 나나사토촌 (아이치현)
나나사토촌(七郷村)은 아이치현 야나군에 설치되었던 촌이다. 현재의 신시로시에 해당한다.